# Erik Andersen (polityk)
Erik Andersen (ur. 25 września 1919 w Kollemorten, zm. 19 stycznia 2001) – duński polityk i żołnierz, deputowany Folketingetu i poseł do Parlamentu Europejskiego.

## Życiorys
Syn handlowca Christiana Andersena. W 1936 ukończył szkołę średnią, w 1938 zdał egzamin w zawodzie handlowca, a w 1953 został absolwentem szkoły oficerów rezerwy piechoty. Od 1946 do 1950 etatowy pracownik „Social-Demokraten”, dziennika wydawanego przez socjaldemokratów dla środowisk robotniczych. Następnie przez wiele lat major w ramach formacji wojskowej Hjemmeværnet.
Zaangażował się w działalność polityczną w ramach Socialdemokraterne. W latach 1971–1984 poseł do Folketingetu. Od sierpnia 1977 do lipca 1979 oddelegowany do Parlamentu Europejskiego, należał do frakcji socjalistycznej.